# رابرت ویلیام گاردینر
رابرت ویلیام گاردینر (انگلیسی: Robert Gardiner؛ ۲ مه ۱۷۸۱ – ۲۶ ژوئن ۱۸۶۴ (۸۳ ساله)) فرد نظامی اهل پادشاهی متحد بریتانیای کبیر و ایرلند بود. وی همچنین برندهٔ جوایزی همچون نشان حمام شده‌است.